# Henri de Bonnechose

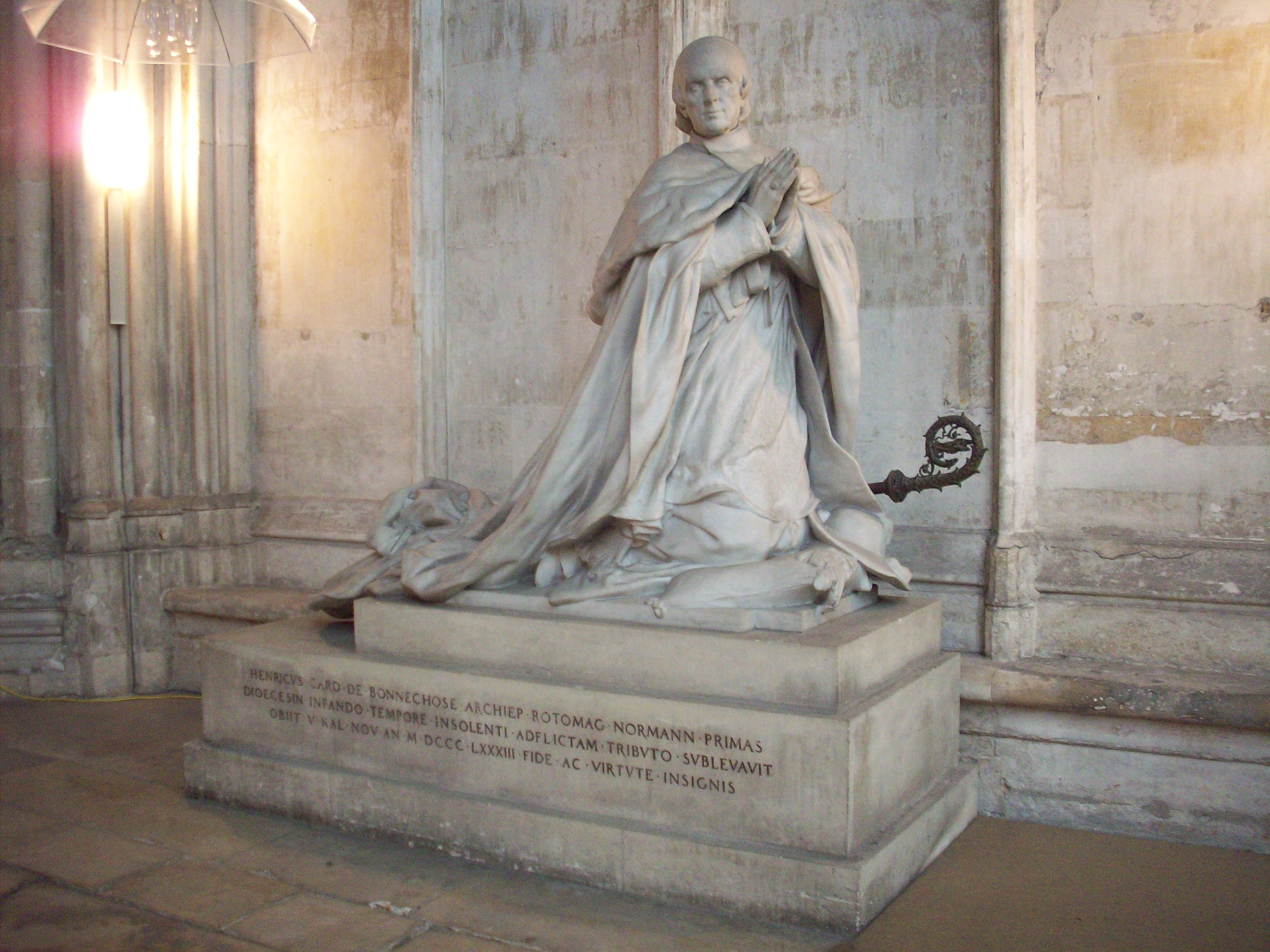
Henri de Bonnechose.

Henri-Marie-Gaston Boisnormand de Bonnechose, född den 30 maj 1800 i Paris, död den 28 oktober 1883 i Rouen, var en fransk kardinal. 
de Bonnechose var ursprungligen protestant, men konverterade till romersk-katolska kyrkan 1819. Han blev ärkebiskop av Rouen 1858 och utnämndes till kardinal 1863 av påven Pius IX. Han deltog vid konklaven 1878, som valde påven Leo XIII.